# Хоровод (картина Натальи Гончаровой)
«Хорово́д» — картина Натальи Гончаровой, известной представительницы русского авангарда.

## История
Полотно относится к периоду творчества Натальи Гончаровой, отмеченному отходом от экспрессионистического примитивизма и обращением к народному искусству России. Принадлежала семье Натальи Гончаровой и Михаила Ларионова, после эмиграции которых во Францию была передана в Серпуховский историко-художественный музей. К настоящему моменту картина находится в хорошем состоянии, несёт следы реставраций, имеет 5 заплаток с обратной стороны холста.

## Описание
На холсте представлена сцена из сельской жизни: взявшиеся за руки и расположенные кругом шесть женщин. Женщины изображены в крестьянской одежде, их лица, а также фигуры трактованы обобщенно. На заднем плане видны избы, в левой части картины — ствол дерева. Работа относится к числу программных периода обращения к народной тематике, вдохновлена идеей «всечества», открывшего путь к свободному использованию различных традиций, заимствованиям и новым интерпретациям мировой художественной культуры. Искусствоведы отмечают в данной работе достигнутое автором «ощущение монументальной торжественности в трактовке образов», подлинную декоративность и внутреннюю экспрессию художественной формы.